# Nikołaj Apalikow
Nikołaj Siergiejewicz Apalikow (ros. Николай Сергевич Апаликов; ur. 26 sierpnia 1982 w Orsku) – rosyjski siatkarz, reprezentant kraju grający na pozycji środkowego. Mistrz olimpijski 2012. W 2012 r. został odznaczony tytułem Zasłużonego Mistrza Sportu. Od sezonu 2018/2019 występuje w drużynie Lokomotiw Nowosybirsk.

## Życie prywatne
Ma żonę Annę i córkę Wiktoriję.

## Sukcesy reprezentacyjne
| Osiągnięcie                      | Trofeum        | Rok             |
| Mistrzostwa Europy               | złoto · srebro | 2013 2005       |
| Liga Światowa                    | złoto          | 2011, 2013      |
| Memoriał Huberta Jerzego Wagnera | złoto · srebro | 2014 2011, 2013 |
| Puchar Świata                    | złoto          | 2011            |
| Igrzyska Olimpijskie             | złoto          | 2012            |
| Puchar Wielkich Mistrzów         | srebro         | 2013            |

## Sukcesy klubowe
| Osiągnięcie                | Trofeum               | Sezon/Rok                                                                                                  |
| Puchar Rosji               | złoto                 | 2000, 2001, 2007, 2009, 2014                                                                               |
| Puchar Top Teams           | srebro                | 2000/2001                                                                                                  |
| Mistrzostwo Rosji          | złoto · srebro · brąz | 2008/2009, 2009/2010, 2010/2011, 2011/2012, 2013/2014, 2014/2015 2000/2001 2002/2003, 2007/2008, 2012/2013 |
| Puchar CEV                 | srebro · brąz         | 2015/2016 2003/2004                                                                                        |
| Liga Mistrzów              | złoto · srebro · brąz | 2007/2008, 2011/2012, 2014/2015 2010/2011 2012/2013                                                        |
| Klubowe Mistrzostwa Świata | srebro · brąz         | 2015 2009, 2011                                                                                            |
| Superpuchar Rosji          | złoto                 | 2010, 2011, 2012                                                                                           |

## Nagrody indywidualne
- 2012 - Najlepszy blokujący Ligi Mistrzów
- 2012 - Najlepszy blokujący Pucharu Rosji
- 2014 - Najlepszy blokujący Memoriału Huberta Jerzego Wagnera

## Odznaczenia
- Order Przyjaźni (13 sierpnia 2012 roku)[4].
- Zasłużony Mistrz Sportu 2012